# Terteg
Terteg is een bestuurslaag in het regentschap Pati van de provincie Midden-Java, Indonesië. Terteg telt 1823 inwoners (volkstelling 2010).